# Afrikaanse hop
De Afrikaanse hop (Upupa epops africana) is een vogel uit de familie hoppen (Upupidae). De vogel werd in 1811 door de Duitse natuuronderzoeker Johann Matthäus Bechstein als soort beschreven. Over de status als soort is geen consensus. Sinds 2025 staat het taxon (weer) als ondersoort op de IOC World Bird List

## Verspreiding en leefgebied
Deze soort komt algemeen voor in Afrika van het midden in Congo-Kinshasa tot in Kenia en zuidelijk tot in Zuid-Afrika.

## Trivia
In het Afrikaans heet de vogel hoephoep.